# مصطفى بولات
مصطفى بولات (مواليد 16 أغسطس 1967، أنقرة) دبلوماسي تركي يشعل منصب السفير التركي في اليمن حاليا.
تخرج من جامعة أنقرة، كلية العلوم السياسية، قسم العلاقات الدولية عام 1989. شغل مناصب مختلفة في وزارة الخارجية منذ عام 1990، وعمل مستشارًا خاصًا لوكيل وزارة الخارجية إرتوغرول أباكان بين عامي 2006-2008، ومنصب القنصل العام لبرلين بين عامي 2008-2012، وكان سفيراً لدى أبوجا بين 2013-2015.